# Nothoadmete tumida
Nothoadmete tumida is een slakkensoort uit de familie van de Cancellariidae. De wetenschappelijke naam van de soort is voor het eerst geldig gepubliceerd in 1982 door Oliver.